# Akai János
Akai János (Hradna, 1708. július 12. – Kassa, 1751. február 4.) jezsuita pap, tanár, Akai Kristóf testvéröccse.

## Élete
Nemesi családból származott. 1721-ben belépett a jezsuita rendbe. A felsőbb tanulmányokat elvégezve, bölcselet- és hitdoktorrá avatták. Próbaévei alatt Nagyszombatban a nyelvészeti osztályban tanított. Felszenteltetése után Kassán bölcseleti, egyházjogi és hittani szakokat adott elő egészen haláláig.

## Tévesen neki tulajdonított művek

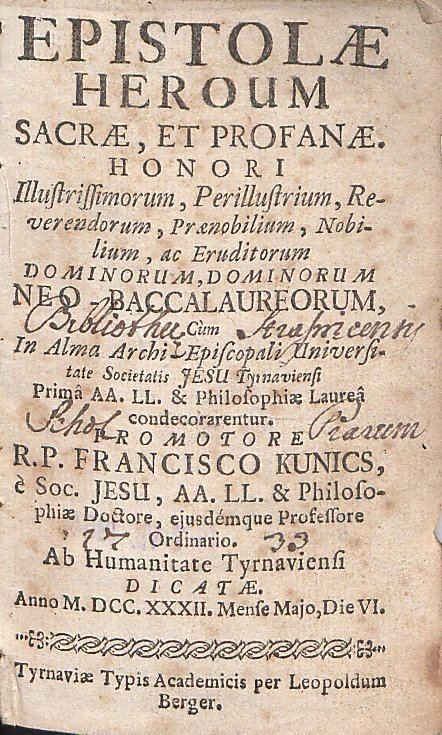
Az 1732-ben megjelent Epistolae heroum sacrae et profanae címlapja, rajta a szerző, Kunics Ferenc nevével

Horányi Elek 1792-es bibliográfiájában Akainak tulajdonította az alábbi két művet:
1. Epistolae heroum sacrae et profanae (Nagyszombat, 1732)
2. Monumentum gratitudinis, res gestas virorum, quorum singulari beneficio stat aut ornatur universitas Tyrnaviensis, brevi narratione exhibens (Nagyszombat, 1733)

Ezt a két mű azonban valójában Kunics Ferenc munkája. Horányi téves közlését a következő két évszázad során számos forrás átvette.
Az Epistolae heroumot Batsányi János magyarra fordította és kiadta 1783-ban.